# Solna strand (metropolitana di Stoccolma)
Solna strand è una stazione della metropolitana di Stoccolma.
La fermata è situata sul territorio del comune di Solna all'interno del quartiere Huvudsta. È posizionata sul percorso della linea blu T10 della rete metroviaria locale, tra le stazioni Huvudsta e Sundbybergs centrum.

## Storia
La sua apertura ufficiale ebbe luogo il 19 agosto 1985, esattamente come le altre quattro stazioni posizionate sul percorso della linea T10 nel tratto compreso tra Huvudsta e Rissne.
Originariamente era denominata "Vreten". Assunse la denominazione di "Solna strand" il 18 agosto 2014.

## Strutture e impianti
La piattaforma è collocata ad una profondità di 28 metri al di sotto della strada Vretenvägen. La biglietteria è ubicata a nord, presso l'ingresso sulla via Korta gatan. La stazione è stata progettata dall'architetto Per H. Reimers, mentre gli interni presentano contributi artistici dello scultore di origine giapponese Takashi Naraha.
L'utilizzo medio quotidiano durante un normale giorno feriale è pari a 3.000 persone circa. Essendo localizzata in una zona in cui risiedono prevalentemente aziende e uffici, il suo orario di apertura subisce delle limitazioni nelle ore non lavorative.

## Tempi di percorrenza
| Linea | Capolinea       | Tempo  | Stazione                               | Tempo             |
| T10   | Hjulsta         | 11 min | Västra skogen Fridhemsplan T-Centralen | 3 min 6 min 9 min |
| T10   | Kungsträdgården | 11 min | Västra skogen Fridhemsplan T-Centralen | 3 min 6 min 9 min |

## Galleria d'immagini

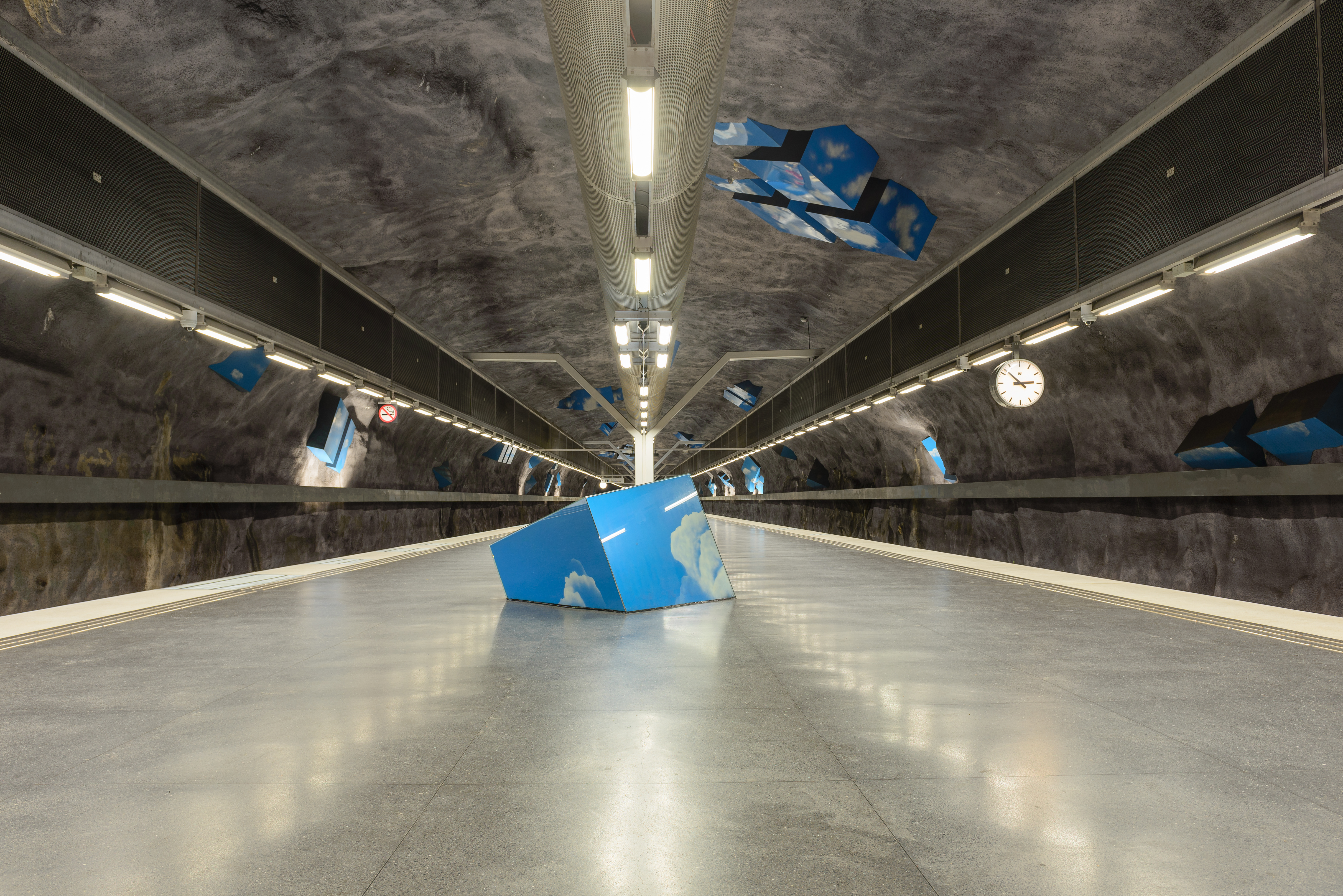
La stazione nel maggio 2014
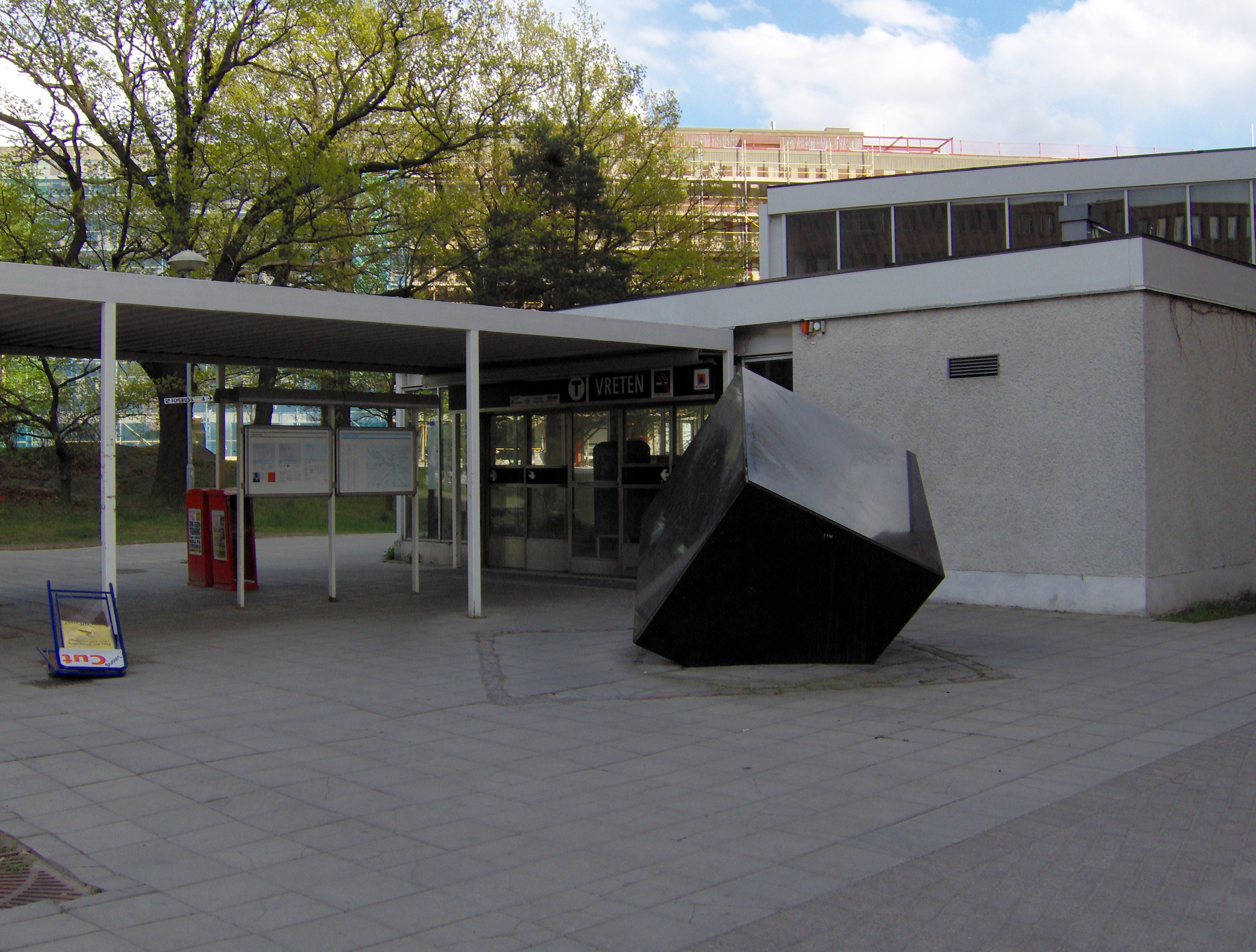
Esterno della stazione